# 跨海公路 (美國)

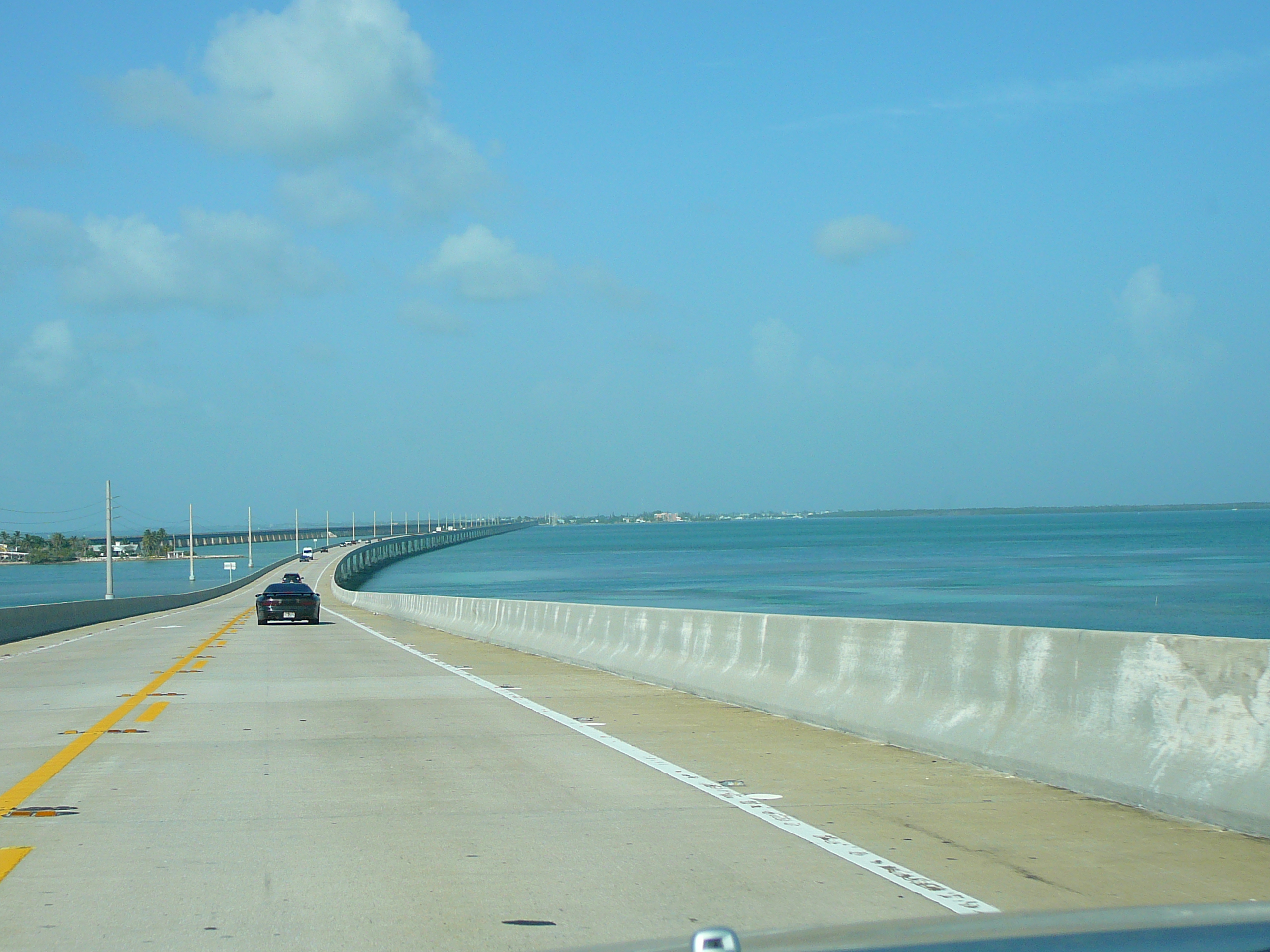
七里橋上

跨海公路（Overseas Highway）是一条位于美国佛罗里达州南部的公路，属于1号美国国道佛罗里达段（US 1）的一部分，整条公路贯穿佛罗里达礁岛群，最终抵达礁岛群西端的基韦斯特，全长113英里（约181.9公里）。这条公路从佛罗里达大陆的最南端延伸，横跨44座热带岛屿，途经42座桥梁，形成了一道将大西洋与墨西哥湾分隔开来的非正式分界线。因其独特的风景，跨海公路被誉为全球最佳景观的公路之一，成为前往佛罗里达观光之游客的热门景点。
跨海公路的起源可追溯至20世纪初。它的前身是佛罗里达东海岸铁路修建的跨海铁路，这条铁路从霍姆斯特德延伸至基韦斯特，由实业家亨利·弗拉格勒主导建设，于1912年竣工通车。然而，1935年的劳动节飓风对铁路造成严重破坏，部分路段被彻底摧毁。由于财务困难，佛罗里达东海岸铁路公司无力修复，最终以64万美元的价格将路基和剩余桥梁出售给佛罗里达州政府，并改造为公路。
1938年，跨海公路正式建成，最初被命名为4A号佛罗里达州州道（State Road 4A），大部分路段沿用了废弃的跨海铁路路基，许多桥梁也是在原有铁路桥的基础上改建而成。这条公路共包含42座跨海桥梁，其中最著名的是七哩桥，它也是美国最长的桥梁之一。二战期间，因应军事需要对跨海公路部分路段进行截弯取直改造。1944年5月16日，从佛罗里达市经久菲什溪至拉戈岛的18英里路段通车，使通往大陆的路程缩短了17英里。
1950年代，跨海公路逐渐升级为连接迈阿密和基韦斯特的主要沿海公路，成为美国最具标志性公路之一，为游客提供了一条穿越热带环境和岛屿的独特路线，并方便人们前往美国大陆最大的珊瑚礁区。沿途的热带岛屿上栖息着多种珍稀动物，如美洲短吻鳄、美洲鳄和礁鹿等。1970年代初，跨海公路再次迎来更大规模的扩建，拉戈岛和塔弗尼尔之间的路段被拓宽为四车道分隔公路，北行车道沿原有公路铺设，南行车道则沿用旧铁路路基，部分路段甚至分为两条单向公路，同时，新建更现代化的桥梁替换老化的铁路桥。
1979年，原长礁大桥、七哩桥和巴伊亚宏达铁路桥三座最具历史价值的铁路桥被列入国家史迹名录。1980年代，部分旧路段和桥梁被改造成佛罗里达礁岛群跨海遗产步道（Florida Keys Overseas Heritage Trail），成为钓鱼、骑行和徒步的公园空间。2009年，跨海公路因其壮丽的景观被美国运输部授予全美公路（All-American Road）的称号。